# Songs from the West Coast
Albums de Elton John
The Big Picture
(1997) Peachtree Road
(2004)
Songs from the West Coast est le vingt-septième album studio d'Elton John, sorti en 2001.
Selon plusieurs critiques, Elton John est revenu avec cet album à ses racines musicales fondées sur le piano. Il travaille à nouveau avec son parolier de toujours, Bernie Taupin. Elton John a aussi réuni d'anciens membres de son équipe, y compris le batteur Nigel Olsson.
Le single issu de l'album I Want Love fut nommé aux Grammy Awards, et les chansons Original Sin et This Train Don't Stop There Anymore devinrent aussi des succès.
Rufus Wainwright chante les chœurs sur le titre American Triangle, qui parle de Matthew Shepard, un étudiant assassiné par homophobie.
Le restaurant sur la pochette de couverture est le décor de plusieurs films situé à Los Angeles, comme True Romance (1993) et plus tard Les Seigneurs de Dogtown (2005). Le compagnon d'Elton John, David Furnish, et son manager Bob Halley apparaissent sur la pochette : Furnish est un cowboy au bar et Halley se fait menotter.
Elton a affirmé que l'inspiration des chansons de cet album lui était venue en écoutant Heartbreaker de Ryan Adams.
L'album est dédié à Matthew Shepard et Oliver Johnstone, le défunt fils de Davey Johnstone.

## Liste des chansons
1. "The Emperor's New Clothes" – 4:28
2. "Dark Diamond" – 4:26
3. "Look Ma, No Hands" – 4:22
4. "American Triangle" – 4:49
5. "Original Sin" – 4:49
6. "Birds" – 3:51
7. "I Want Love" – 4:35
8. "The Wasteland" – 4:21
9. "Ballad of the Boy in the Red Shoes" – 4:52
10. "Love Her Like Me" – 3:58
11. "Mansfield" – 4:56
12. "This Train Don't Stop There Anymore" – 4:39

Toutes les chansons sont composées par Elton John et écrites par Bernie Taupin.

## Vidéo-Clips
Robert Downey Jr. apparaît dans le clip de la chanson I Want Love.
Dans le clip pour This Train Don't Stop There Anymore, Justin Timberlake joue le rôle d'Elton John jeune.
Le clip d' Original Sin a pour interprètes Elizabeth Taylor et Mandy Moore. Elton John y joue le père de Mandy Moore et le mari d'Elizabeth Taylor. À la fin du clip, quand la fille se réveille, son père joué par Elton John lui demande : « Who is this Elton John, anyway? »